# 조 켈리 (1871년)
조지프 제임스 "조" 켈리(Joseph James "Joe" Kelley, 1871년 12월 9일 ~ 1943년 8월 14일)는 미국의 야구 선수로, 메이저 리그 베이스볼에서 좌익수로 뛰었다. 17 시즌 동안 뛰면서, 통산 .317의 타율을 기록했고, 11 시즌 연속 3할을 기록했다. 1896년 87도루로 시즌 1위를 기록했고, 타율, 홈런, 타점, 도루 등 여러 부문에서 여러 번 10위 이내에 들었다. 오리올스, 수퍼바스에서는 주장을 맡았다. 이런 선수 시절의 활약으로 1971년에 베테랑 위원회의 투표로 미국 야구 명예의 전당에 입성했다.